# Associazione Calcio Spezia 1947-1948
Questa voce raccoglie le informazioni riguardanti  l'Associazione Calcio Spezia nelle competizioni ufficiali della stagione 1947-1948.

## Stagione
Sulla panchina spezzina viene confermato Ottavio Barbieri.
Sono stati ceduti Rinaldo Fiumi, Sauro Tomà e Pietro Castignani, arrivano allo Spezia il mediano Cesare Nay dal Torino, l'ala Federico Zanolla dalla Triestina ed il difensore Daniele Borsato dal Torino.
Stante le riforme in atto si impone di disputare un campionato di vertice per mantenere la categoria. La lotta per le prime posizioni è serrata, il Novara si dimostra la più forte, anche se gli aquilotti la battono sia in casa che fuori. Lo Spezia ha una flessione tra novembre e dicembre con tre sconfitte consecutive di cui due inattese interne (1-2) contro le pericolanti Viareggio e Vis Nova.
Il bilancio a fine stagione è positivo, chiudendo il campionato al quarto posto come punteggio, sesto per differenza reti, centrando l'obiettivo prefissato di rimanere in Serie B.
Miglior realizzatore stagionale Mario Torti con 13 reti, in doppia cifra anche Giovanni Costa con 10 centri.

## Rosa
| N. |                   | Ruolo | Calciatore              |
| -- | ----------------- | ----- | ----------------------- |
|    | Italia (bandiera) | D     | Carmelo Amenta          |
|    | Italia (bandiera) | A     | Giorgio Bilancini       |
|    | Italia (bandiera) | A     | Giovanni Battista Bonis |
|    | Italia (bandiera) | D     | Daniele Borsato         |
|    | Italia (bandiera) | C     | Renzo Bragoni           |
|    | Italia (bandiera) | A     | Giuseppe Cavagnero      |
|    | Italia (bandiera) | A     | Giovanni Costa          |
|    | Italia (bandiera) | P     | Enzo Fabbri             |
|    | Italia (bandiera) | C     | Dino Guastini           |
|    | Italia (bandiera) | C     | Elvio Lazzeri           |

| N. |                   | Ruolo | Calciatore       |
| -- | ----------------- | ----- | ---------------- |
|    | Italia (bandiera) | A     | Giovanni Mangini |
|    | Italia (bandiera) | A     | Tullio Maestri   |
|    | Italia (bandiera) | D     | Cesare Nay       |
|    | Italia (bandiera) | D     | Wando Persia     |
|    | Italia (bandiera) | C     | Paolo Rostagno   |
|    | Italia (bandiera) | C     | Carlo Scarpato   |
|    | Italia (bandiera) | A     | Mario Torti      |
|    | Italia (bandiera) | D     | Vincenzo Troiano |
|    | Italia (bandiera) | D     | Euro Zambarda    |
|    | Italia (bandiera) | A     | Federico Zanolla |

## Risultati

### Girone di andata
| Arbitro: | Vannini (Bologna) |

|                        |           |                                        |
| Cocco 32’ Fiori II 81’ | Marcatori | 20’, 29’ Amenta 39’ Torti 57’ Rostagno |

| Arbitro: | Nerozzi (Verona) |

|             |           |                       |
| Punteri 32’ | Marcatori | 47’, 75’ (rig.) Torti |

| Arbitro: | Gemini (Roma) |

|                              |           |              |
| Ellena 3’ (aut.) Bragoni 54’ | Marcatori | 6’ Guarnieri |

| Arbitro: | Venutti (Trieste) |

|                         |           |              |
| Dalcerri 14’ Sichel 17’ | Marcatori | 26’ Scarpato |

| Arbitro: | Savio (Torino) |

|                               |           |  |
| Costa 4’ Amenta 28’ Torti 57’ | Marcatori |  |

| Arbitro: | Bertolio (Torino) |

|             |           |              |
| Zanolla 41’ | Marcatori | 52’ Giorgino |

| Arbitro: | Dattilo (Roma) |

|                                  |           |                  |
| Gallanti 19’ Como 39’ Canali 81’ | Marcatori | 30’ (rig.) Torti |

| Arbitro: | Massai (Pisa) |

|                                 |           |  |
| Costa 52’, 67’, 73’ Zanolla 89’ | Marcatori |  |

| Vigevano 16 novembre 1947 9ª giornata | Vigevano        | 0 – 0 | Spezia | Stadio Dante Merlo\| Arbitro: \| Maurelli (Roma) \| |
| Arbitro:                              | Maurelli (Roma) |       |        |                                                     |

| Arbitro: | Bergomi (Milano) |

|           |           |                        |
| Torti 70’ | Marcatori | 18’ Bacci 33’ Angelini |

| Arbitro: | Nerozzi (Verona) |

|              |           |  |
| Solbiati 85’ | Marcatori |  |

| Arbitro: | Molon (Verona) |

|           |           |                                |
| Torti 55’ | Marcatori | 20’ Fracassetti III 27’ Zordan |

| Arbitro: | Tibaldi (Savona) |

|           |           |  |
| Costa 76’ | Marcatori |  |

| Como 28 dicembre 1947 14ª giornata | Como               | 0 – 0 | Spezia | Stadio Giuseppe Sinigaglia\| Arbitro: \| Marchetti (Milano) \| |
| Arbitro:                           | Marchetti (Milano) |       |        |                                                                |

| Arbitro: | Neri (Vicenza) |

|                                |           |             |
| Amenta 13’ Nay 19’ Zanolla 61’ | Marcatori | 88’ Carasso |

| Arbitro: | Carpani (Milano) |

|                              |           |  |
| Mazza 13’, 77’ Fumagalli 25’ | Marcatori |  |

| Arbitro: | Silvano (Torino) |

|                      |           |             |
| Rostagno 46’ Nay 48’ | Marcatori | 41’ Cometti |

### Girone di ritorno
| Arbitro: | Marchetti (Milano) |

|                                        |           |  |
| Costa 11’, 44’ Torti 12’ Bilancini 24’ | Marcatori |  |

| Arbitro: | Massironi (Milano) |

|                         |           |  |
| Bilancini 77’ Torti 89’ | Marcatori |  |

| Arbitro: | Perissinotto (Noventa di Piave) |

|                             |           |           |
| Mozzambani 5’ Guarnieri 87’ | Marcatori | 72’ Torti |

| Arbitro: | Pizzato (Mestre) |

|                                |           |  |
| Torti 11’ Zucchelli 89’ (aut.) | Marcatori |  |

| Varese 14 marzo 1948 22ª giornata | Varese         | 0 – 0 | Spezia | Stadio di Masnago\| Arbitro: \| Brigo (Torino) \| |
| Arbitro:                          | Brigo (Torino) |       |        |                                                   |

| Brescia 21 marzo 1948 23ª giornata | Brescia         | 0 – 0 | Spezia | Stadium di Viale Piave\| Arbitro: \| Guarda (Mestre) \| |
| Arbitro:                           | Guarda (Mestre) |       |        |                                                         |

| Arbitro: | Malingher (Roma) |

|              |           |  |
| Scarpato 88’ | Marcatori |  |

| Arbitro: | Marchetti (Milano) |

|                                   |           |  |
| Cantone 34’ Accotto 80’ Pozzo 87’ | Marcatori |  |

| La Spezia 22 aprile 1948 26ª giornata | Spezia        | 0 – 0 | Vigevano | Stadio Alberto Picco\| Arbitro: \| Arpaja (Roma) \| |
| Arbitro:                              | Arpaja (Roma) |       |          |                                                     |

| Arbitro: | Valsecchi (Milano) |

|                             |           |  |
| Angelini 32’ Paolinelli 62’ | Marcatori |  |

| Arbitro: | Battistini (Bologna) |

|                              |           |              |
| Costa 32’ (rig.) Zanolla 61’ | Marcatori | 20’ Vadkerti |

| Arbitro: | Milanone Ridor (Biella) |

|  |           |           |
|  | Marcatori | 26’ Torti |

| Arbitro: | Buratti (Milano) |

|                        |           |  |
| Pirovano 4’ Meroni 55’ | Marcatori |  |

| Arbitro: | Donati (Rimini) |

|                      |           |  |
| Torti 38’ Amenta 53’ | Marcatori |  |

| Arbitro: | Neri (Vicenza) |

|           |           |                         |
| Baira 75’ | Marcatori | 64’ Bragoni 90’ Zanolla |

| Arbitro: | Agnolin (Bassano del Grappa) |

|                |           |           |
| Costa 21’, 59’ | Marcatori | 85’ Mazza |

| Arbitro: | Parpaiola (Padova) |

|                                   |           |              |
| Pietta 40’ Veneri 70’ Cometti 86’ | Marcatori | 42’ Rostagno |

## Statistiche

### Statistiche di squadra
| Competizione | Punti | In casa | In casa | In casa | In casa | In casa | In casa | In trasferta | In trasferta | In trasferta | In trasferta | In trasferta | In trasferta | Totale | Totale | Totale | Totale | Totale | Totale | DR  |
| Competizione | Punti | G       | V       | N       | P       | Gf      | Gs      | G            | V            | N            | P            | Gf           | Gs           | G      | V      | N      | P      | Gf     | Gs     | DR  |
| ------------ | ----- | ------- | ------- | ------- | ------- | ------- | ------- | ------------ | ------------ | ------------ | ------------ | ------------ | ------------ | ------ | ------ | ------ | ------ | ------ | ------ | --- |
| Serie B      | 42    | 17      | 10      | 7       | 0       | 26      | 7       | 17           | 5            | 5            | 7            | 16           | 19           | 34     | 15     | 12     | 7      | 42     | 26     | +16 |

### Statistiche dei giocatori
| Giocatore    | Serie B  | Serie B |
| Giocatore    | Presenze | Reti    |
| ------------ | -------- | ------- |
| C. Amenta    | 29       | 3       |
| G. Bilancini | 12       | 2       |
| G.B. Bonis   | 2        | 0       |
| D. Borsato   | 24       | 0       |
| R. Bragoni   | 28       | 4       |
| G. Cavagnero | 4        | 0       |
| G. Costa     | 32       | 10      |
| E. Fabbri    | 34       | -35     |
| D. Guastini  | 9        | 0       |
| E. Lazzeri   | 11       | 0       |
| G. Mangini   | 2        | 0       |
| T. Maestri   | 1        | 0       |
| C. Nay       | 25       | 2       |
| W. Persia    | 17       | 0       |
| P. Rostagno  | 30       | 2       |
| C. Scarpato  | 31       | 2       |
| M. Torti     | 33       | 13      |
| V. Troiano   | 17       | 0       |
| E. Zambarda  | 4        | 0       |
| F. Zanolla   | 29       | 5       |